# La Taha
La Taha – gmina w Hiszpanii, w prowincji Grenada, w Andaluzji, o powierzchni 25,59 km². W 2011 roku gmina liczyła 778 mieszkańców.
Jego początki sięgają czasów rzymskich, a liczne pozostałości archeologiczne świadczą o jego znaczeniu w okresie muzułmańskim.